# Chasmina judicata
Chasmina judicata là một loài bướm đêm trong họ Noctuidae.